# Саут-Кентон (станція)
51°34′12″ пн. ш. 0°18′30″ зх. д. / 51.57° пн. ш. 0.308333° зх. д.

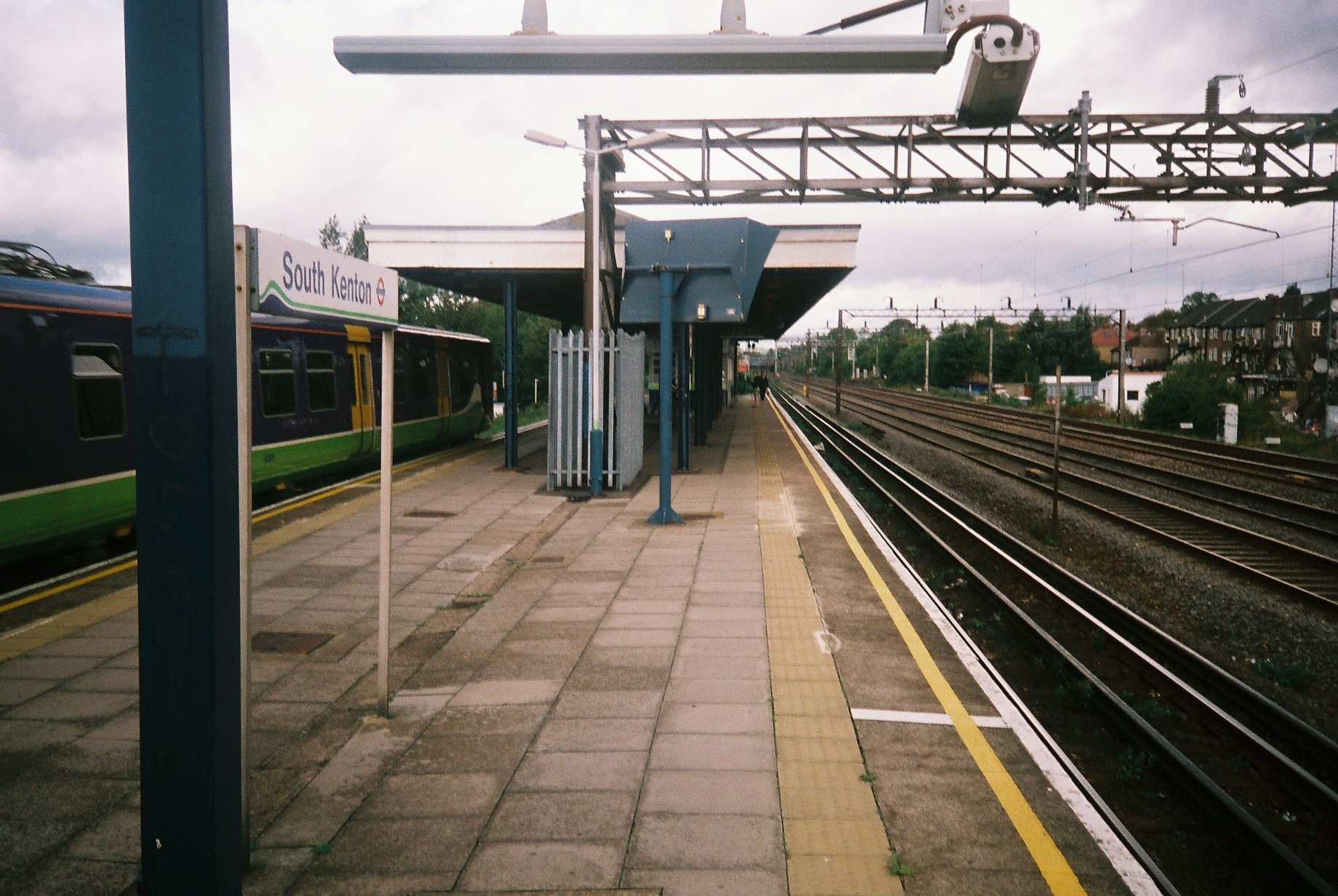
Платформа станції Саут-Кентон

Саут-Кентон (англ. South Kenton) — станція Лондонського метрополітену лінії Бейкерлоо та London Overground лінії Watford DC line, розташована у районі Кентон, у 4-й тарифній зоні. В 2017 році пасажирообіг станції, для London Overground, склав 0.570 млн осіб, для Лондонського метро — 1.21 млн осіб
- 3 липня 1933: відкриття станції у складі London and North Western Railway (LNWR)[5]

## Пересадки
- на автобуси London Buses маршруту 223.